# Alberto Nassetti
Alberto Nassetti (Bologna, 18 luglio 1966 – Tolosa, 30 giugno 1994) è stato un aviatore italiano.

## Biografia
Dopo il diploma all'istituto tecnico aeronautico "Francesco De Pinedo" di Roma ed aver svolto il servizio militare come ufficiale degli alpini, Nassetti viene assunto a 23 anni dalla compagnia aerea Alitalia. Inizialmente destinato all'aeromobile Douglas DC-9, passa poi al McDonnell Douglas MD-80, su rotte di medio raggio.
Nel 1992 a Nassetti viene diagnosticato un tumore al cervello. Dopo l'operazione torna alla cloche costituendo un precedente nella storia dell'aviazione civile mondiale: è il primo pilota a rientrare in servizio dopo aver subito un'operazione chirurgica al cervello.
Nel giugno del 1994 per conto del sindacato dei piloti ANPAC si reca in Francia, a Tolosa Blagnac, presso gli stabilimenti dell'Airbus Industrie per uno stage commerciale sull'aeromobile Airbus A330 (modello che la compagnia aerea Alitalia stava valutando di acquistare). L'ultimo giorno dello stage Nassetti viene invitato a bordo di un volo di collaudo insieme al suo amico e collega Pier Paolo Racchetti; il velivolo precipita dopo pochi secondi, uccidendo tutte e sette le persone a bordo (vedi incidente di Tolosa).
Nel 2000 l'azienda Airbus Industrie è rinviata a giudizio come responsabile morale dell'incidente, mentre al presidente Jean Pierson e al responsabile dei voli di collaudo Claude Lelaie viene contestato l'omicidio colposo. Sui voli di collaudo non è infatti consentito trasportare passeggeri.
A primavera 2002 il procedimento penale si conclude presso il Tribunale di Tolosa con l'assoluzione di tutti gli imputati. Le parti civili avevano precedentemente raggiunto un accordo extragiudiziale con la società Airbus Industrie.
Alla storia di Alberto Nassetti è dedicato il libro "Molte aquile ho visto in volo", edito da Baldini+Castoldi nel luglio 2020.

## Onorificenze e riconoscimenti
Il 20 dicembre 2005 in occasione dei tradizionali auguri di buone festività alle alte cariche istituzionali nella Cappella Paolina del Palazzo del Quirinale il Presidente della repubblica Carlo Azeglio Ciampi insignisce Alberto Nassetti con la medaglia d'oro al merito civile.
La motivazione del protocollo del Quirinale recita:
Ad Alberto Nassetti ed al collega Pierpaolo Racchetti Alitalia dedica nel 1995 due Boeing 767, rispettivamente I-DEIC (cn 27377/561) e I-DEIB (cn 27376/560); poiché gli aerei nel 2007 sono riconsegnati al lessor (ora sono in flotta a TAM Linhas Aéreas), la compagnia italiana affianca i nomi dei due piloti a due Boeing 777 di proprietà Alitalia: I-DISU (Madonna di Campiglio - Alberto Nassetti) e I-DISE (Portofino - Pierpaolo Racchetti). L'Ente Nazionale per l'Aviazione Civile intitola a Nassetti e Racchetti due delle vie dell'Aeroporto Leonardo da Vinci di Fiumicino.
La famiglia Nassetti devolve il risarcimento ricevuto dall'azienda Airbus Industrie alle associazioni umanitarie Emergency e Mani amiche che intitolano al pilota scomparso rispettivamente la corsia pediatrica dell'ospedale di Goderich in Sierra Leone ed un laboratorio artigianale per l'apprendimento professionale in Guatemala.

## Altre attività
Alberto Nassetti, oltre alla passione del volo, coltivava molteplici interessi: fotografia, poesie, pittura, alpinismo.
Nell'autunno 1994 viene pubblicato postumo il libro Racconto fotografico sulle fotografie in bianco e nero scattate da Nassetti sull'isola caraibica.
A dicembre dello stesso anno viene organizzata una mostra sulle istantanee che ritraggono la vita nell'isola caraibica presso la Sala Riario nel borgo di Ostia Antica. Ad Alberto Nassetti è dedicato il lavoro musicale "Dissolvenze" di Giacomo Leone, pilota Alitalia. I ricavati delle vendite del libro-catalogo della mostra sono stati devoluti all'associazione Telefono Azzurro.
Tristemente profetica appare una poesia scritta da Nassetti nel 1991:
"Molte aquile ho visto in volo,

Ali maestose sfidare il suolo.
Rapaci solitari incontro al sole,

Imperiali figure sfrecciare nelle gole.
Ancora a lungo li vedrò.

Poi, con loro, io morirò".